# Антанча
Антанча — озеро в Узункольском районе Костанайской области Казахстана. Находится в 4 км к северо-востоку от села Речное (быв. свх им. Чапаева).
По данным топографической съёмки 1944 года, площадь поверхности озера составляет 1,76 км². Наибольшая длина озера — 1,8 км, наибольшая ширина — 1,4 км. Длина береговой линии составляет 4,8 км, развитие береговой линии — 1,01. Озеро расположено на высоте 158,3 м над уровнем моря.